# Locorotondo
Locorotondo ist eine italienische Gemeinde mit 13.896 Einwohnern (Stand 31. Dezember 2023) in der Metropolitanstadt Bari, Region Apulien.

## Lage
Wörtlich übersetzt heißt Locorotondo „runder Ort“, was auf die praktisch kreisrunde Altstadt zutrifft. Die Stadt liegt auf einem 410 Meter hohen Hügel, von dem ein weiter Blick über das Valle d’Itria möglich ist. Das Gemeindegebiet, das sich auch in die Ebene des Valle d’Itria erstreckt, umfasst eine Fläche von 48 km². Zu Locorotondo gehören die Ortsteile San Marco Trito und Tagora.
Die Nachbargemeinden sind Alberobello, Cisternino (BR), Fasano (BR) und Martina Franca (TA). Die Altstädte von Cisternino und Martina Franca liegen ebenfalls auf Hügeln, die sich – gut erkennbar von Locorotondos Stadtpark (Villa Comunale) – deutlich über ihre Umgebung erheben.

## Geschichte
Lokalhistorikern zufolge könnte Locorotondo eine antike griechische Kolonie gewesen sein: Schiffbrüchige Lokrer, Flüchtlinge des Troianischen Krieges, hätten eine Stadt Locros-Tonos gegründet. Möglicherweise gehe der Ortsname aber auch auf Locruese, eine von dem mythischen Periandro Locrese gegründete Siedlung, zurück. 1840 entdeckte Grabfunde (Münzen, Fragmente von Keramiken und Gebrauchsgegenständen) zeugen tatsächlich von einer auf das 3. bis 7. vorchristliche Jahrhundert zurückgehenden Bevölkerung; Ausgrabungen von 1989 lassen sogar auf noch ältere Siedlungskerne (9. bis 7. vorchristliches Jahrhundert) schließen.
Urkundlich erwähnt werden Locorotondo und seine Kirche San Giorgio erst 1195 zur Zeit der Staufer; die Kirche gehörte bis 1385 zum Benediktinerkloster Santo Stefano di Monopoli. Nach diversen Kompetenzstreitigkeiten war Locorotondo im 14. und 15. Jahrhundert Lehen der Orsini und unter der Krone von Aragonien Lehen verschiedener neapolitanischer Adelsfamilien, unter denen die Loffredo besonderen Einfluss gewannen. Die Stadtbefestigung, von der nur noch die Porta Napoli erhalten ist, entstand im 16. Jahrhundert.
In dieser Zeit wuchs die Bevölkerung erheblich und Locorotondo erhielt eine eigene Stadtverwaltung. Neue Kirchenbauten entstanden (San Rocco, Madonna della Catena), die bereits vorhandenen (San Giorgio, Madonna della Greca) wurden umgebaut und erweitert. 1645 mussten die Borrassa das Lehen an die Caracciolo von Martina Franca abtreten, die es bis zu Beginn des 19. Jahrhunderts hielten.
1799 kam es zu ersten Unruhen im Geiste des Risorgimento. Seit 1861, als das Königreich beider Sizilien endete, gehört Martina Franca zum Nationalstaat Italien.

## Sehenswürdigkeiten

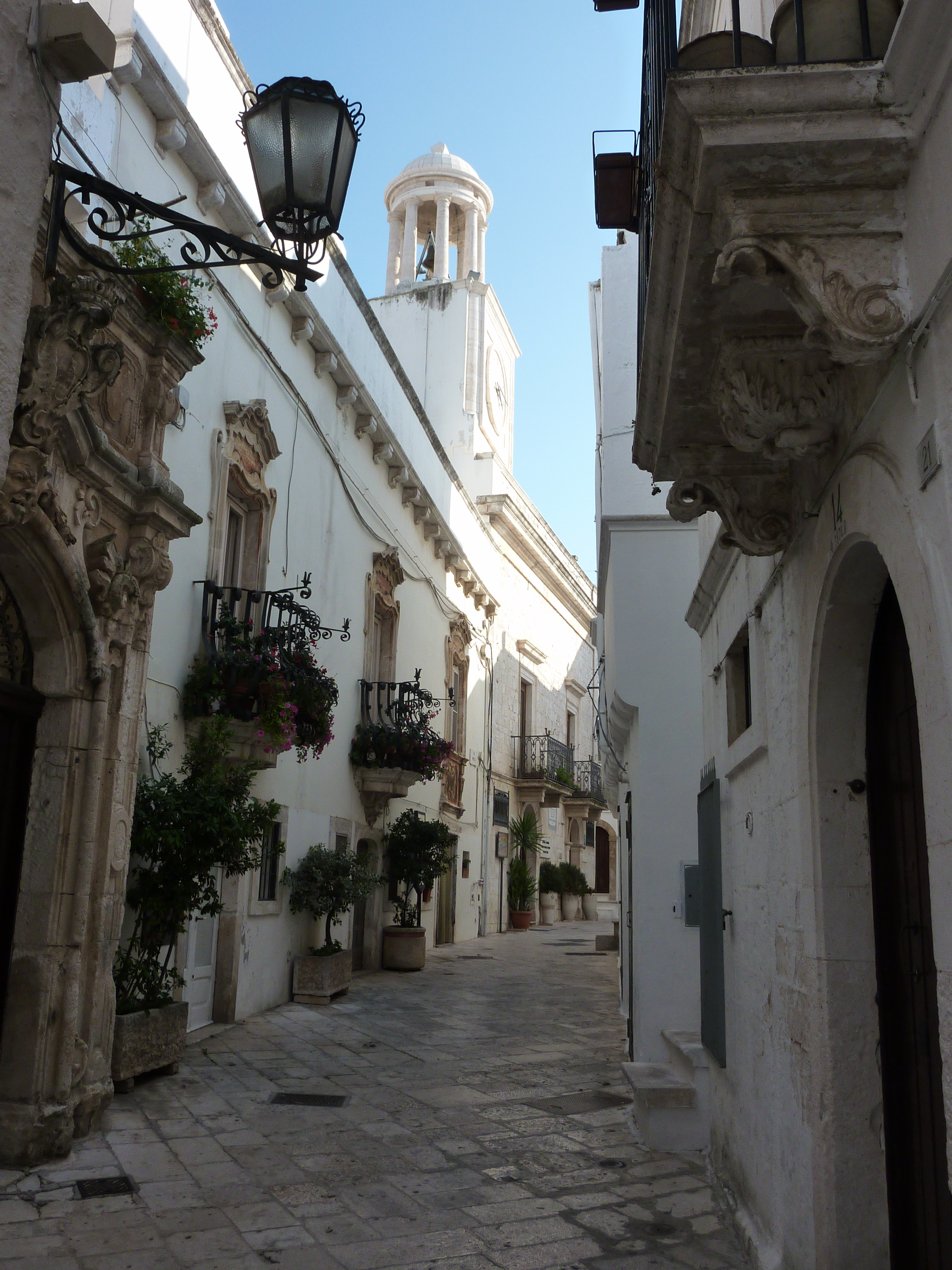
Gasse in der Altstadt und Campanile

Die Altstadt von Locorotondo wird durch enge Gassen mit weißen Kalkstein-Giebelhäusern geprägt; ihre extrem schrägen Dächer (cummerse) mit gemauerten Schornsteinen und aschgrauen Ziegeln bilden ein besonderes Ensemble, das die Aufmerksamkeit der überregionalen Touristenorganisation I borghi più belli d’Italia (Die schönsten Orte Italiens) erregt hat.
Der Zugang zur Altstadt erfolgt durch die Porta Napoli; über dem Torbogen sind spätmittelalterliche Reliefs mit verschiedenen ornamentalen Dekoren und Tieren angebracht.

### Kirchen
- Die 1520 erstmals erwähnte Basilika Madonna della Greca am nördlichen Altstadtrand, deren romanisch-gotische Formen indes eine deutlich frühere Entstehung dokumentieren, birgt einige beachtliche Renaissance-Kunstschätze, beispielsweise ein Polyptichon Madonna delle Rose mit den Heiligen Lucia, Petrus, Paulus und Donatus, ein Relief des Heiligen Georg mit dem Drachen (datiert 1559) sowie eine kniende Statue unklarer Identität (Kreuzritter, Stifter oder lokaler Adliger).
- Die Hauptkirche San Giorgio Martire ist ein neoklassizistischer Bau des 19. Jahrhunderts, der ältere Vorläufer ersetzt.

### Profanbauten
- Der ehemalige Palazzo Comunale (heute städtische Bibliothek) aus dem 18. Jahrhundert ersetzt einen nicht erhaltenen Vorgänger; der Uhrturm stammt von 1819. Um 1870 wurde der Bau stark verändert.
- Der Palazzo Morelli ist der einzige Adelspalast Locorotondos, der seine barocke Gestaltung des frühen 18. Jahrhunderts unverändert bewahrt hat. Stilistisch ist er geprägt durch die elegante Formensprache der Gebäude in Martina Franca (Portal mit Familienwappen und Groteskenfiguren, große Rechteckfenster mit gesprengten Giebeln, kleinen Balkonen und schmiedeeisernen Gittern), was sich dadurch erklärt, dass den in Martina Franca ansässigen Caracciolo in dieser Zeit auch Locorotondo zu Lehen gehörte.

## Wirtschaft und Verkehr

### Weinbaugebiet Locorotondo
Das Weinbaugebiet Locorotondo umfasst die namensgebende Gemeinde Locorotondo in der Metropolitanstadt Bari sowie die Gemeinde Cisternino und Teile der Gemeinde Fasano, beide in der Provinz Brindisi. Das Gebiet liegt an der Zona dei Trulli. Als Trulli werden runde Steinhäuser bezeichnet.

### Eisenbahn
Locorotondo besitzt einen Bahnhof an der Bahnstrecke Bari–Martina Franca–Taranto.

## Söhne und Töchter der Stadt
- Pasquale Irlando (* 1965), Rennfahrer und mehrfacher europäischer Bergmeister
- Mario Desiati (* 1977), Schriftsteller
- Vitantonio Liuzzi (* 1981), Rennfahrer und Formel-1-Pilot